# Basketbal op de Olympische Zomerspelen 1992

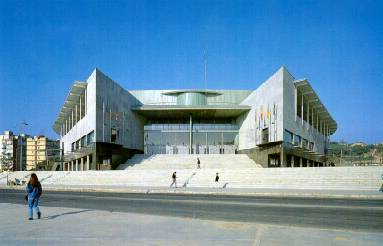
Sporthal voor het basketbaltoernooi

Basketbal is een van de sporten die beoefend werden tijdens de Olympische Zomerspelen 1992 in Barcelona. Het toernooi werd gehouden in het Pavelló Olímpic de Badalona.
Een van de deelnemende teams was het "Gezamenlijk team", bestaande uit sporters van voormalige Sovjet-republieken met uitzondering van de Baltische staten. Het team, dat was ontstaan door het uiteenvallen van de Sovjet-Unie in 1991, werd informeel het Gemenebest van Onafhankelijke Staten (GOS) genoemd. Het team droeg de naam "Equipe Unifiée", had de IOC-code "EUN" en voerde de olympische vlag. 

## Mannen

### Voorronde

#### Groep A
| Datum      | Land             | Score     | Land             |
| ---------- | ---------------- | --------- | ---------------- |
| 26 juli    | Angola           | 48 - 116  | Verenigde Staten |
| 26 juli    | Duitsland        | 83 - 74   | Spanje           |
| 26 juli    | Kroatië          | 93 - 76   | Brazilië         |
| 27 juli    | Angola           | 63 - 64   | Duitsland        |
| 27 juli    | Kroatië          | 70 - 103  | Verenigde Staten |
| 27 juli    | Brazilië         | 100 - 101 | Spanje           |
| 29 juli    | Brazilië         | 76 - 66   | Angola           |
| 29 juli    | Verenigde Staten | 111 - 68  | Duitsland        |
| 29 juli    | Kroatië          | 88 - 79   | Spanje           |
| 31 juli    | Spanje           | 63 - 83   | Angola           |
| 31 juli    | Kroatië          | 99 - 78   | Duitsland        |
| 31 juli    | Verenigde Staten | 127 - 83  | Brazilië         |
| 2 augustus | Duitsland        | 76 - 85   | Brazilië         |
| 2 augustus | Kroatië          | 73 - 64   | Angola           |
| 2 augustus | Spanje           | 81 - 122  | Verenigde Staten |

| Groep A |                  |             |             |             |            |            |            |        |
| #       | Land             | Wedstrijden | Wedstrijden | Wedstrijden | Doelpunten | Doelpunten | Doelpunten | Punten |
| #       | Land             | G           | W           | V           | V          | T          | Saldo      | Punten |
| 1       | Verenigde Staten | 5           | 5           | 0           | 579        | 350        | 229        | 10     |
| 2       | Kroatië          | 5           | 4           | 1           | 423        | 400        | 23         | 9      |
| 3       | Brazilië         | 5           | 2           | 3           | 420        | 463        | -43        | 7      |
| 4       | Duitsland        | 5           | 2           | 3           | 369        | 432        | -63        | 7      |
| 5       | Angola           | 5           | 1           | 4           | 324        | 392        | -68        | 6      |
| 6       | Spanje           | 5           | 1           | 4           | 398        | 476        | -78        | 6      |

#### Groep B
| Datum      | Land             | Score    | Land             |
| ---------- | ---------------- | -------- | ---------------- |
| 26 juli    | Venezuela        | 64 - 78  | Gezamenlijk team |
| 26 juli    | China            | 75 - 112 | Litouwen         |
| 26 juli    | Puerto Rico      | 76 - 116 | Australië        |
| 27 juli    | China            | 68 - 100 | Puerto Rico      |
| 27 juli    | Venezuela        | 79 - 87  | Litouwen         |
| 27 juli    | Gezamenlijk team | 85 - 63  | Australië        |
| 29 juli    | Venezuela        | 71 - 78  | Australië        |
| 29 juli    | Gezamenlijk team | 100 - 84 | China            |
| 29 juli    | Litouwen         | 104 - 91 | Puerto Rico      |
| 31 juli    | Venezuela        | 82 - 96  | Puerto Rico      |
| 31 juli    | Australië        | 88 - 66  | China            |
| 31 juli    | Litouwen         | 80 - 92  | Gezamenlijk team |
| 2 augustus | Venezuela        | 96 - 88  | China            |
| 2 augustus | Australië        | 87 - 98  | Litouwen         |
| 2 augustus | Puerto Rico      | 82 - 70  | Gezamenlijk team |

| Groep B |                  |             |             |             |            |            |            |        |
| #       | Land             | Wedstrijden | Wedstrijden | Wedstrijden | Doelpunten | Doelpunten | Doelpunten | Punten |
| #       | Land             | G           | W           | V           | V          | T          | Saldo      | Punten |
| 1       | Gezamenlijk team | 5           | 4           | 1           | 425        | 373        | 52         | 9      |
| 2       | Litouwen         | 5           | 4           | 1           | 481        | 424        | 57         | 9      |
| 3       | Australië        | 5           | 3           | 2           | 432        | 396        | 36         | 8      |
| 4       | Puerto Rico      | 5           | 3           | 2           | 445        | 440        | 5          | 8      |
| 5       | Venezuela        | 5           | 1           | 4           | 392        | 427        | -35        | 6      |
| 6       | China            | 5           | 0           | 5           | 381        | 496        | -115       | 5      |

### Kwartfinales
| Datum      | Land             | Score    | Land        |
| ---------- | ---------------- | -------- | ----------- |
| 4 augustus | Kroatië          | 98 - 65  | Australië   |
| 4 augustus | Gezamenlijk team | 83 - 76  | Duitsland   |
| 4 augustus | Litouwen         | 114 - 96 | Brazilië    |
| 4 augustus | Verenigde Staten | 115 - 77 | Puerto Rico |

### Plaatsingsronde

#### 9e t/m 12e plaats
| Datum      | Land      | Score   | Land   |
| ---------- | --------- | ------- | ------ |
| 4 augustus | Angola    | 79 - 69 | China  |
| 4 augustus | Venezuela | 81 - 95 | Spanje |

#### 5e t/m 8e plaats
| Datum      | Land      | Score    | Land        |
| ---------- | --------- | -------- | ----------- |
| 6 augustus | Brazilië  | 86 - 84  | Puerto Rico |
| 6 augustus | Australië | 109 - 79 | Duitsland   |

#### 11e en 12e plaats
| Datum      | Land  | Score    | Land      |
| ---------- | ----- | -------- | --------- |
| 6 augustus | China | 97 - 100 | Venezuela |

#### 9e en 10e plaats
| Datum      | Land   | Score   | Land   |
| ---------- | ------ | ------- | ------ |
| 6 augustus | Angola | 75 - 78 | Spanje |

#### 7e en 8e plaats
| Datum      | Land        | Score   | Land      |
| ---------- | ----------- | ------- | --------- |
| 8 augustus | Puerto Rico | 86 - 96 | Duitsland |

#### 5e en 6e plaats
| Datum      | Land     | Score   | Land      |
| ---------- | -------- | ------- | --------- |
| 8 augustus | Brazilië | 90 - 80 | Australië |

### Halve Finales
| Datum      | Land     | Score    | Land             |
| ---------- | -------- | -------- | ---------------- |
| 6 augustus | Kroatië  | 75 - 74  | Gezamenlijk team |
| 6 augustus | Litouwen | 76 - 127 | Verenigde Staten |

### Bronzen Finale
| Datum      | Land             | Score   | Land     |
| ---------- | ---------------- | ------- | -------- |
| 8 augustus | Gezamenlijk team | 78 - 82 | Litouwen |

### Finale
| Datum      | Land    | Score    | Land             |
| ---------- | ------- | -------- | ---------------- |
| 8 augustus | Kroatië | 85 - 117 | Verenigde Staten |

### Eindrangschikking
| Goud | Zilver | Brons | 4 |
| Verenigde Staten David Robinson Patrick Ewing Larry Bird Scottie Pippen Michael Jordan Clyde Drexler Karl Malone John Stockton Chris Mullin Charles Barkley Magic Johnson Christian Laettner                                   | Kroatië Dražen Petrović Velimir Perasović Danko Cvjetičanin Toni Kukoč Vladan Alanović Franjo Arapović Žan Tabak Stojko Vranković Alan Gregov Arijan Komazec Dino Rađa Aramis Naglić                                | Litouwen Valdemaras Chomičius Alvydas Pazdrazdis Arūnas Visockas Darius Dimavičius Romanas Brazdauskis Gintaras Krapikas Rimas Kurtinaitis Arvydas Sabonis Artūras Karnišovas Šarūnas Marčiulionis Gintaras Einikis Sergejus Jovaiša | Gezamenlijk team Gundars Vētra Sergej Bazarevitsj Igors Miglinieks Vladimir Gorin Sergej Panov Valeri Tichonenko Viktor Berezjnoj Vitali Nosov Dmitri Soecharev Elsjad Gadasjev Oleksandr Volkov Oleksandr Bilostinnyj |
| 5 | 6 | 7 | 8 |
| Brazilië Paulo Villas Boas Jorge Guerra Gerson Victalino João José Vianna Rolando Ferreira Ricardo Cardoso Maury Ponikwar Marcel Ponikwar Aristides Josuel dos Santos Wilson Fernando Kuhn Minuci Oscar Schmidt Israel Machado | Australië John Dorge Michael McKay Phil Smyth Larry Sengstock Damian Keogh Leroy Loggins Andrew Gaze Shane Heal Mark Bradtke Luc Longley Andrew Vlahov Ray Borner                                                   | Duitsland Gunther Behnke Henrik Rödl Armin Andres Stephan Baeck Arnd Neuhaus Henning Harnisch Uwe Blab Detlef Schrempf Hans-Jürgen Gnad Kai Nürnberger Jens Kujawa Michael Jackel                                                    | Puerto Rico José Ortiz Federico López Raymond Gause Edwin Pellot Jerome Mincy James Carter Javier Colón Ramón Rivas Mario Morales Edgar De León Eddie Casiano Richard Soto                                             |
| 9 | 10 | 11 | 12 |
| Spanje Jordi Villacampa José Angel Arcega José Biriukov Rafael Jofresa Andrés Jiménez Santiago Aldama Tomàs Jofresa Xavi Fernández Alberto Herreros Juan Orenga Quique Andreu Juan Antonio San Epifanio                        | Angola Benjamin Romano Aníbal Moreira Angelo Victoriano Benjamin Ucuahamba Herlander Coimbra Manuel Sousa António Carvalho Nelson Sardinha David Bartolomeu Dias Paulo Macedo José Guimarães Jean-Jacques Conceiçao | Venezuela Víctor David Díaz David Díaz Melquiades Jaramillo Nelson Solórzano Rostyn González Luis Jiménez Sam Shepherd Carl Herrera Omar Walcott Gabriel Estaba Iván Olivares Alexander Nelcha                                       | China Adiljan Dijiang Gong Xiaobin Hu Weidong Li Chunjiang Ma Jian Shan Tao Song Ligang Sun Fengwu Sun Jun Wang Zhidan Wu Qinglong Zhang Yongjun                                                                       |

## Vrouwen

### Voorronde

#### Groep A
| Datum      | Land             | Score   | Land     |
| ---------- | ---------------- | ------- | -------- |
| 30 juli    | Gezamenlijk team | 89 - 91 | Cuba     |
| 30 juli    | Brazilië         | 85 - 70 | Italië   |
| 1 augustus | Cuba             | 95 - 88 | Brazilië |
| 1 augustus | Gezamenlijk team | 79 - 67 | Italië   |
| 3 augustus | Gezamenlijk team | 76 - 64 | Brazilië |
| 3 augustus | Italië           | 53 - 60 | Cuba     |

| Groep A |                  |             |             |             |            |            |            |        |
| #       | Land             | Wedstrijden | Wedstrijden | Wedstrijden | Doelpunten | Doelpunten | Doelpunten | Punten |
| #       | Land             | G           | W           | V           | V          | T          | Saldo      | Punten |
| 1       | Cuba             | 5           | 3           | 0           | 246        | 230        | 16         | 6      |
| 2       | Gezamenlijk team | 5           | 2           | 1           | 244        | 222        | 22         | 5      |
| 3       | Brazilië         | 5           | 1           | 2           | 237        | 241        | -4         | 4      |
| 4       | Italië           | 5           | 0           | 3           | 190        | 224        | -34        | 3      |

#### Groep B
| Datum      | Land~             | Score    | Land             |
| ---------- | ----------------- | -------- | ---------------- |
| 30 juli    | Tsjecho-Slowakije | 55 - 111 | Verenigde Staten |
| 30 juli    | China             | 66 - 63  | Spanje           |
| 1 augustus | Verenigde Staten  | 93 - 67  | China            |
| 1 augustus | Tsjecho-Slowakije | 58 - 59  | Spanje           |
| 3 augustus | Tsjecho-Slowakije | 70 - 72  | China            |
| 3 augustus | Spanje            | 59 - 114 | Verenigde Staten |

| Groep B |                   |             |             |             |            |            |            |        |
| #       | Land              | Wedstrijden | Wedstrijden | Wedstrijden | Doelpunten | Doelpunten | Doelpunten | Punten |
| #       | Land              | G           | W           | V           | V          | T          | Saldo      | Punten |
| 1       | Verenigde Staten  | 5           | 3           | 0           | 318        | 181        | 137        | 6      |
| 2       | China             | 5           | 2           | 1           | 205        | 226        | -21        | 5      |
| 3       | Spanje            | 5           | 1           | 2           | 181        | 238        | -57        | 4      |
| 4       | Tsjecho-Slowakije | 5           | 0           | 3           | 183        | 242        | -59        | 3      |

### Plaatsingsronde

#### 5e t/m 8e plaats
| Datum      | Land     | Score   | Land              |
| ---------- | -------- | ------- | ----------------- |
| 5 augustus | Brazilië | 62 - 74 | Tsjecho-Slowakije |
| 5 augustus | Spanje   | 92 - 80 | Italië            |

#### 7e en 8e plaats
| Datum      | Land     | Score   | Land   |
| ---------- | -------- | ------- | ------ |
| 7 augustus | Brazilië | 86 - 83 | Italië |

#### 5e en 6e plaats
| Datum      | Land              | Score   | Land   |
| ---------- | ----------------- | ------- | ------ |
| 7 augustus | Tsjecho-Slowakije | 58 - 59 | Spanje |

### Halve Finales
| Datum      | Land             | Score    | Land             |
| ---------- | ---------------- | -------- | ---------------- |
| 5 augustus | Verenigde Staten | 73 - 79  | Gezamenlijk team |
| 5 augustus | Cuba             | 70 - 109 | China            |

### Bronzen Finale
| Datum      | Land             | Score   | Land |
| ---------- | ---------------- | ------- | ---- |
| 7 augustus | Verenigde Staten | 88 - 74 | Cuba |

### Finale
| Datum      | Land             | Score   | Land  |
| ---------- | ---------------- | ------- | ----- |
| 7 augustus | Gezamenlijk team | 76 - 66 | China |

### Eindrangschikking
| Goud | Zilver | Brons | 4 |
| Gezamenlijk team Olena Zjyrko Jelena Baranova Irina Gerlits Jelena Tornikidoe Alena Sjvajbovitsj Maryna Tkatsjenko Irina Minch Jelena Choedasjova Irina Soemnikova Elen Boenatjants Natalja Zasoelskaja Svetlana Zaboloejeva | China Cong Xuedi Li Xin Liu Jun Wang Fang Zheng Dongmei Zheng Haixia Zheng Xiulin Li Dongmei Liu Qing Zhan Shuping He Jun Peng Ping                                                                            | Verenigde Staten Teresa Edwards Daedra Charles Clarissa Davis Teresa Weatherspoon Tammy Jackson Vickie Orr Vicky Bullett Carolyn Jones Katrina McClain Medina Dixon Cynthia Cooper Suzie McConnell | Cuba Leonor Borrel Ana Hernández Olga Vigil Grisel Herrera Biosotys Lagnó Judith Aguila María León Yamilet Martínez Dalia Henry Liset Castillo Regla Hernández Milayda Enriquez                                |
| 5 | 6 | 7 | 8 |
| Spanje Patricia Hernández Carolina Mújica Blanca Ares Pilar Alonso Mónica Pulgar Margarita Geuer Almudena Vara Ana Belén Alvaro Mónica Messa Marina Ferragut Elisabeth Cebrián Carlota Castrejana                            | Tsjecho-Slowakije Iveta Bieliková Martina Liptáková Anna Janoštinová Eva Němcová Andrea Chupíková Eva Antalecová Renáta Hiráková Adriana Chamajová Erika Burianová Kamila Vodičková Milena Rázgová Eva Berková | Brazilië Hortência Marcari Helen Santos Nadia Bento Vania Souza Maria Paula Silva Janeth Arcain Adriana Santos Marta Sobral Ruth Souza Maria Bertolotti Joycenara Batista Simone Pontello          | Italië Elena Paparazzo Monica Bastiani Mara Fullin Stefania Salvemini Anna Costalunga Francesca Rossi Angela Arcangeli Catarina Pollini Stefania Stanzani Silvia Todeschini Giuseppina Tufano Stefania Passaro |

## Medaillespiegel
| Plaats | Land             | NOC    | Goud | Zilver | Brons | Totaal |
| ------ | ---------------- | ------ | ---- | ------ | ----- | ------ |
| 1      | Verenigde Staten | USA    | 1    | 0      | 1     | 2      |
| 2      | Gezamenlijk team | EUN    | 1    | 0      | 0     | 1      |
| 3      | China            | CHN    | 0    | 1      | 0     | 1      |
| 3      | Kroatië          | CRO    | 0    | 1      | 0     | 1      |
| 5      | Litouwen         | LTU    | 0    | 0      | 1     | 1      |
| Totaal | Totaal           | Totaal | 2    | 2      | 2     | 6      |

St. Louis 1904 · Berlijn 1936 · Londen 1948 · Helsinki 1952 · Melbourne 1956 · Rome 1960 · Tokio 1964 · Mexico-Stad 1968 · München 1972 · Montréal 1976 · Moskou 1980 · Los Angeles 1984 · Seoel 1988 · Barcelona 1992 · Atlanta 1996 · Sydney 2000 · Athene 2004 · Peking 2008 · Londen 2012 · Rio de Janeiro 2016 · Tokio 2020 · Parijs 2024 · Los Angeles 2028
Medaillewinnaars 
Atletiek · Badminton · Basketbal · Boksen · Boogschieten · Gewichtheffen · Gymnastiek · Handbal · Hockey · Honkbal · Judo · Kanovaren · Moderne vijfkamp · Paardensport · Pelota (demonstratie) · Roeien · Rolhockey (demonstratie) · Schermen · Schietsport · Schoonspringen · Synchroonzwemmen · Taekwondo (demonstratie) · Tafeltennis · Tennis · Voetbal · Volleybal · Waterpolo · Wielersport · Worstelen · Zeilen · Zwemmen